# Stadtbefestigung Hameln

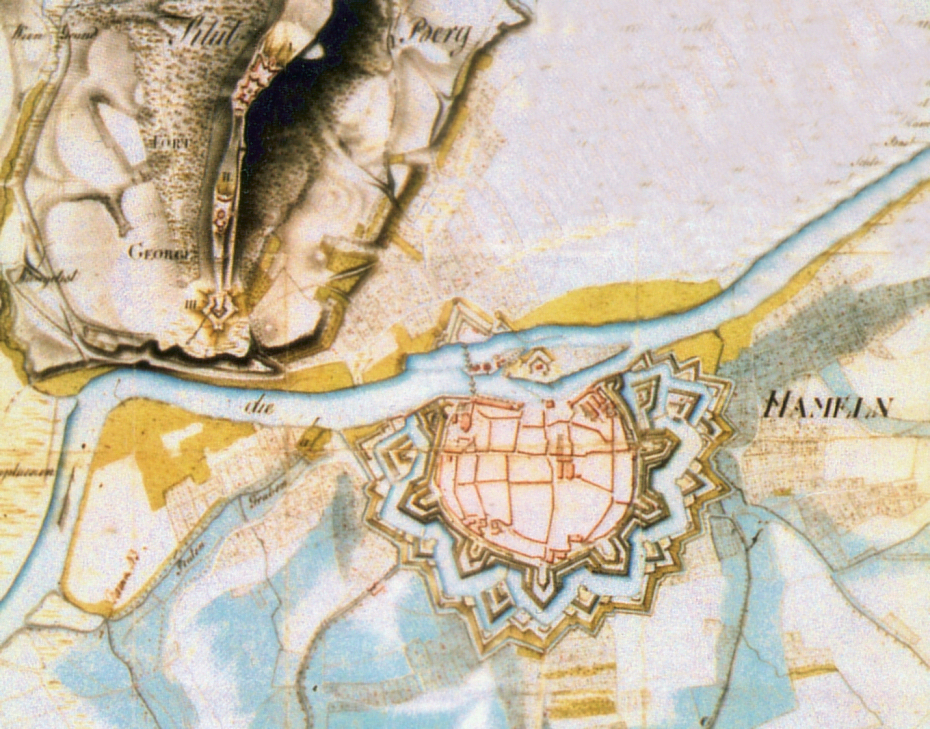
Das bastionärsmäßig befestigte Hameln und die Klütfestung, links; 1777 (nahezu Endausbau)

Die Stadtbefestigung Hameln war ein System von Verteidigungsanlagen der Stadt Hameln, das sie etwa vom 13. Jahrhundert bis Anfang des 19. Jahrhunderts vor Angriffen schützte. Dazu gehörten die mittelalterliche Stadtmauer mit Mauertürmen und Stadttoren sowie als äußerer Schutzring die im 14. Jahrhundert entstandene Hamelner Landwehr. Im 17. Jahrhundert zu einer Bastionärsbefestigung nach niederländischem Vorbild ausgebaut, wurde Hameln zur Landesfestung des Kurfürstentums Hannover. Gemeinsam mit der in der zweiten Hälfte des 18. Jahrhunderts entstandenen Klütfestung erreichte die Festung Hameln ihre höchste Ausbaustufe und galt als das „Gibraltar des Nordens“. Auf Napoleons Weisung hin wurden die Befestigungsanlagen im Jahr 1808 so gründlich geschleift, dass sich heute kaum noch steinerne Reste finden.

## Mittelalterliche Stadtbefestigung

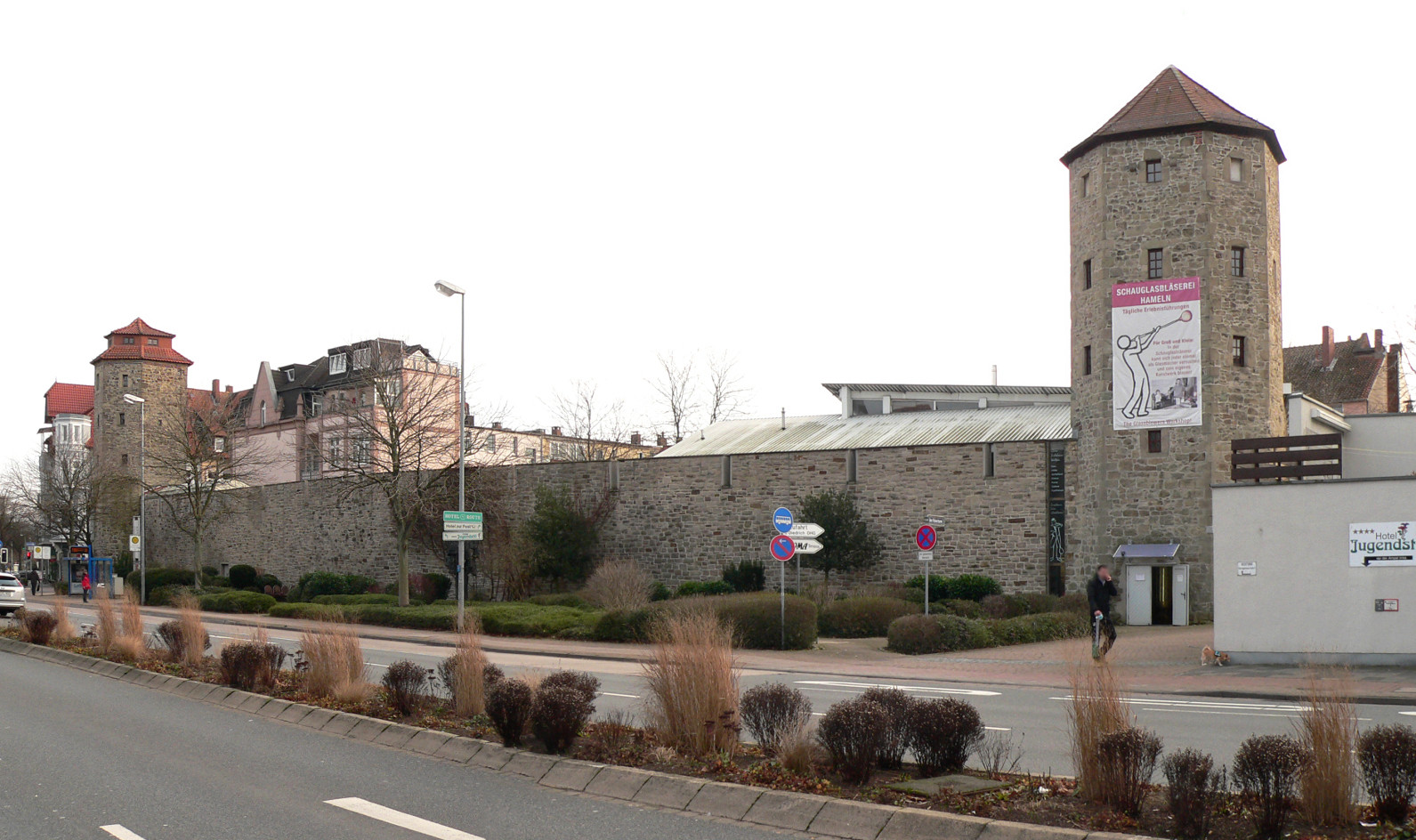
Rekonstruierte Stadtmauer zwischen Haspelmathturm (links) und Pulverturm (rechts)

Wahrscheinlich im 13. Jahrhundert entstand um Hameln eine etwa 9 Meter hohe Stadtmauer, der (um 1250) ein Graben vorgelagert wurde. Einziger Überrest der Mauer ist heute eine Außenwand am Hugenottenhaus  im südlichen Bereich der Altstadt. An den Ausgängen zu Fernwegen bestanden fünf Stadttore. Es handelte sich um das 1272 erstmals erwähnte Ostertor, das 1282 erwähnte Mühlentor, das Wettor von 1327, das Thietor 1340 und das Brückertor von 1355. Entlang der Mauer entstanden 22 Mauertürme, die jeweils etwa 100 bis 120 Meter voneinander entfernt waren. Der erste Turm wurde 1333 erwähnt. Heute sind nur noch der um 1450 errichtete Haspelmathturm und der Pulverturm vorhanden. Zwischen beiden Türmen ist in den 1990er Jahren ein Abschnitt der Stadtmauer nicht originalgetreu aufgebaut worden.

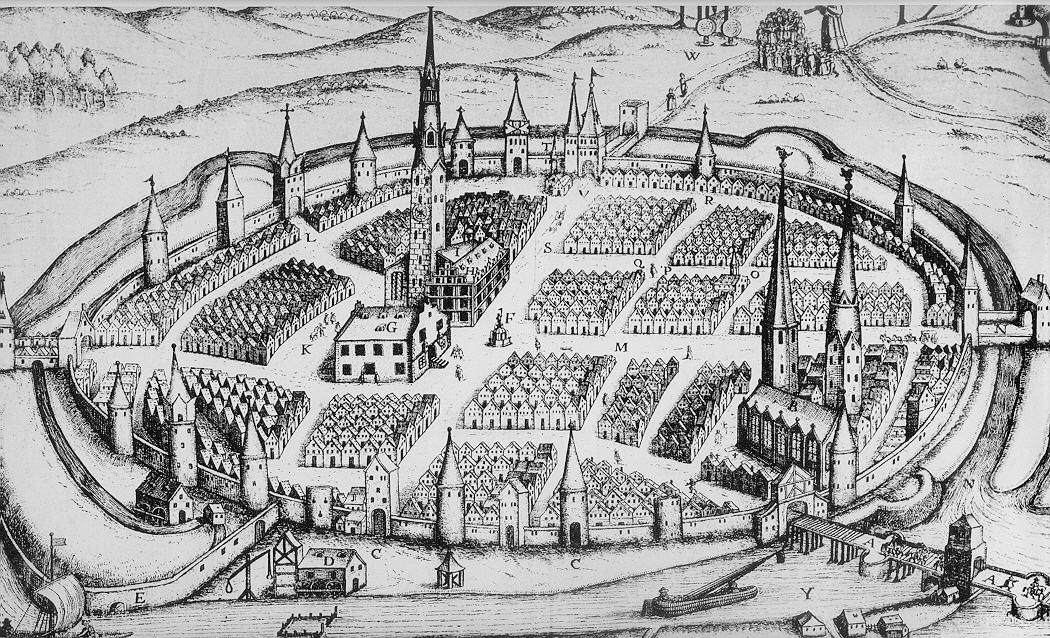
Stadtbefestigung Hameln im mittelalterlichen Zustand, 1622
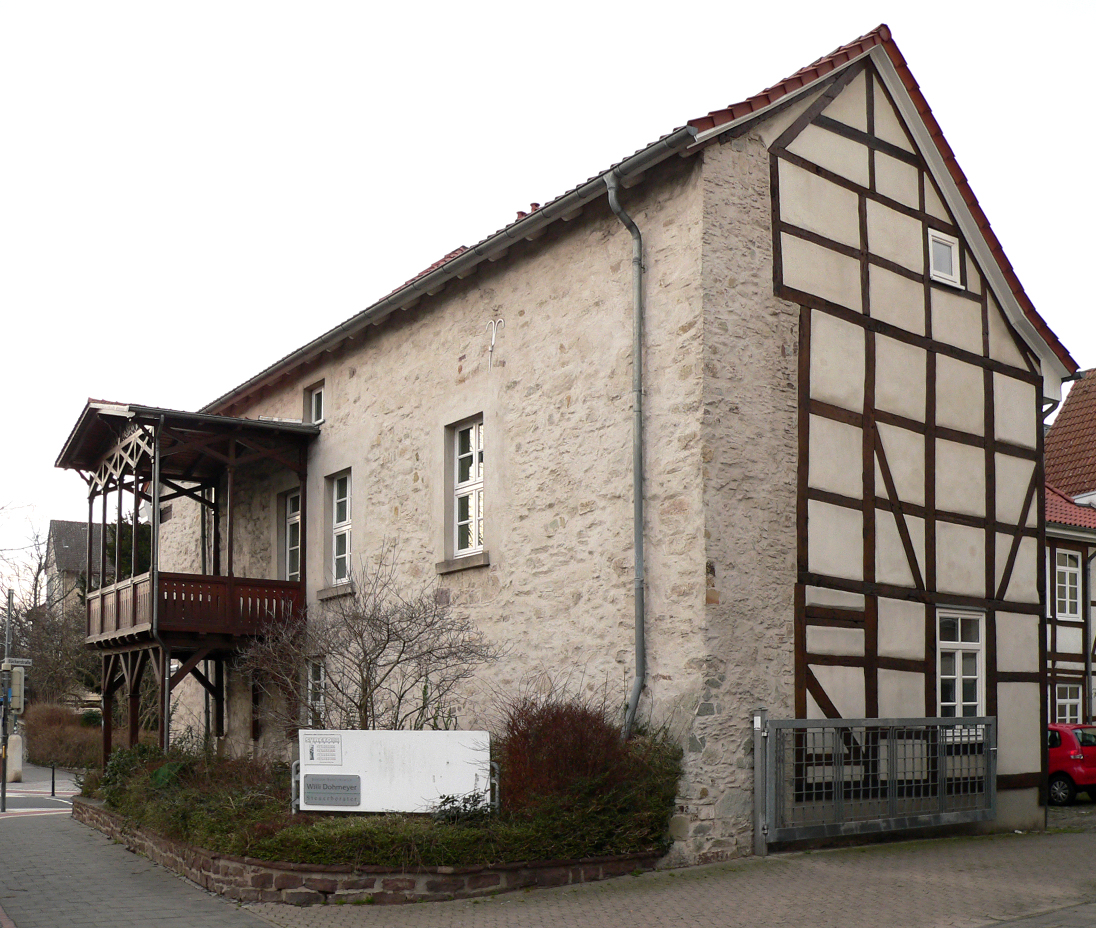
Letzter erhaltener Stadtmauerrest am Hugenottenhaus mit Absatz des Wehrgangs oben am Giebel

## Übergang zur Festung
Die Anpassung der Stadtbefestigung an die neuesten wehrtechnischen Bedingungen setzte in Hameln wahrscheinlich Mitte des 15. Jahrhunderts ein, als vor der Stadtmauer ein Wall aufgeschüttet wurde. Verantwortlich dafür waren das Aufkommen von Feuerwaffen im 14. Jahrhundert und die Weiterentwicklung der Artillerie im 15. Jahrhundert, deren Durchschlagskraft Stadtmauern nicht mehr gewachsen waren. Um 1530 baute Herzog Erich I. die Stadtumwallung weiter aus. Außerdem erhielt die Stadtmauer an der Weser zwei Rondelle, die als Plattformen zur Aufstellung von Geschützen dienten. Auch entstanden im verbreiterten Stadtgraben an drei Stadttoren Ravelins als spitzwinkelige Erdwerke mit Wachhäusern und Kanonen. Im 17. Jahrhundert dehnten sich die Befestigungsanlagen in Hameln weiter ins Vorfeld aus. Man schüttete den Graben direkt an der Stadtmauer zu und legte vor dem Wall einen 60 bis 90 Meter breiten Graben an.

## Landesfestung

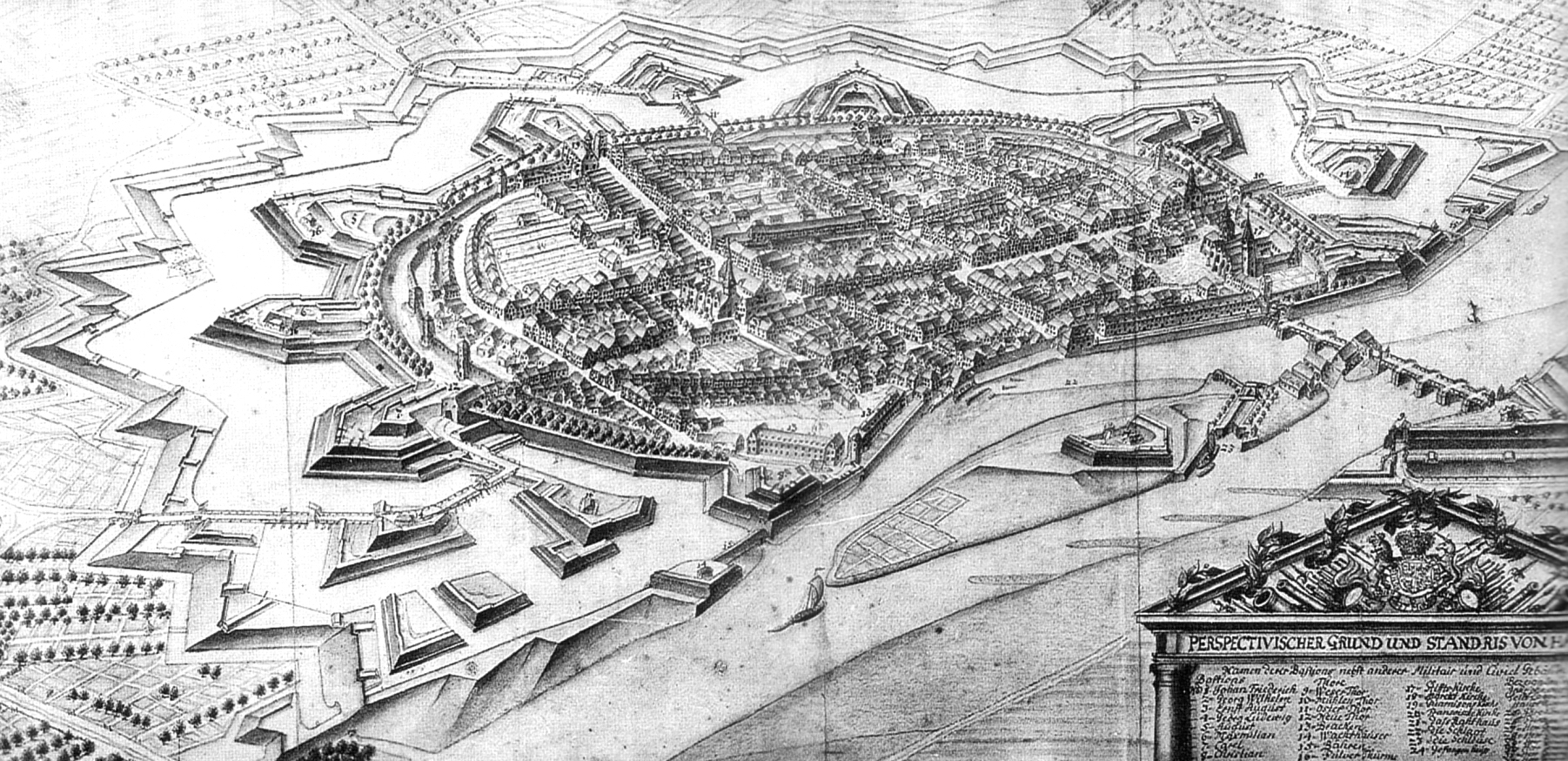
Vogelschauplan der Festung Hameln, 1741

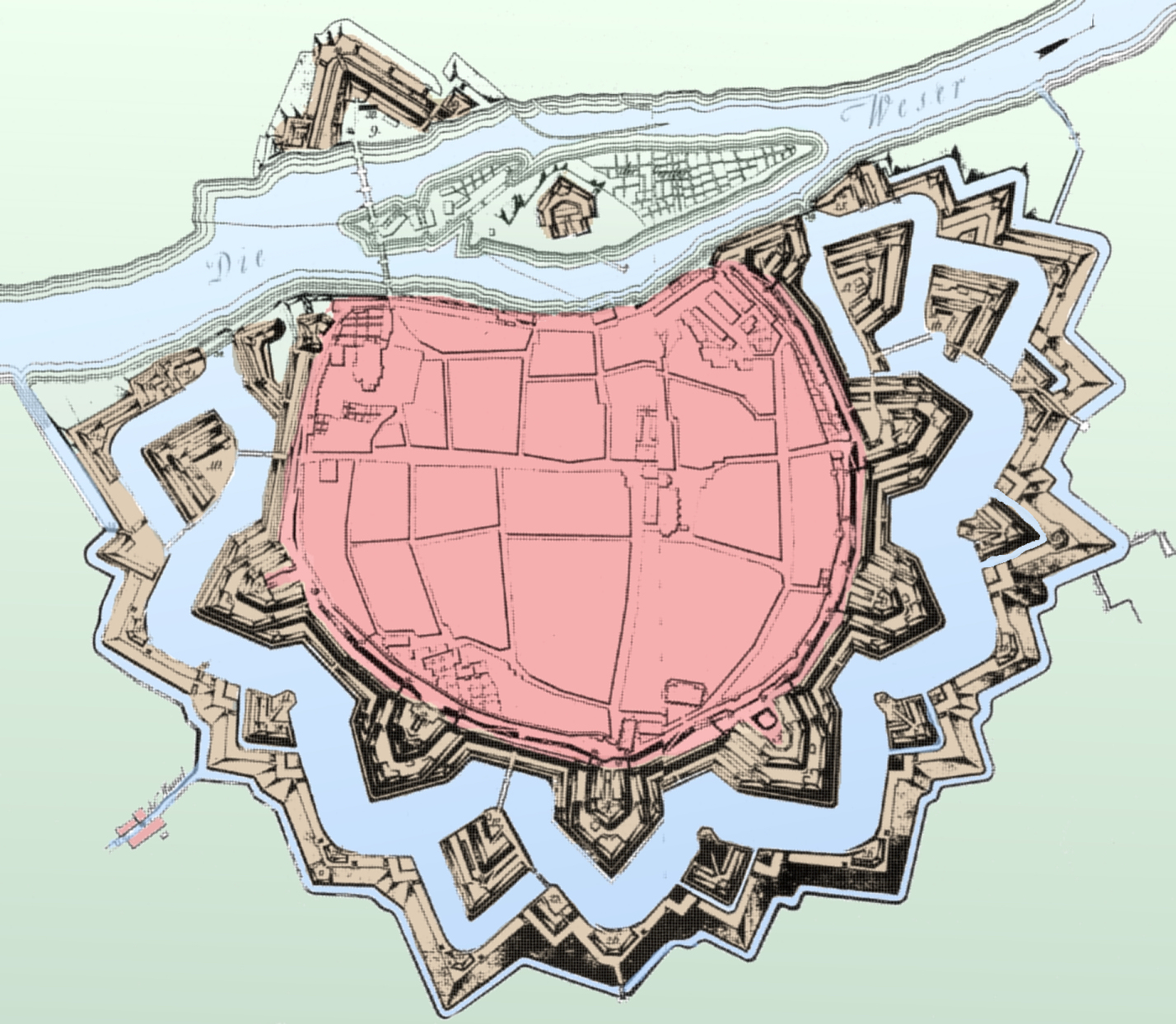
Plan der Festung Hameln, 1777 (nachträglich koloriert)

Nachdem Hameln nach Ende des Dreißigjährigen Krieges seine Selbständigkeit verloren hatte, wurde es, bedingt durch seine strategisch günstige Lage an einem Weserübergang und am Hellweg, unter landesherrschaftlicher Leitung zur neuzeitlichen Landesfestung ausgebaut. Die Stärke der Befestigung beruhte dann nicht mehr nur auf der Stadtmauer, sondern auf polygonalen Erdwällen und einem breiten Wassergraben bis weit ins Vorfeld der Stadt. Der bastionärsmäßige Umbau nach niederländischem Vorbild begann 1664 unter Herzog Georg Wilhelm. Dabei wurden die beiden vorhandenen Rondelle zu Bastionen umgestaltet. Insgesamt gab es die folgenden acht Bastionen, die spitzwinklig in den bis zu 90 Meter breiten Wassergraben hineinragten und mit Fürsten–, sowie Prinzennamen der Welfen benannt worden sind:
- Bastion Nr. 1 Johann Friedrich
- Bastion Nr. 2 Georg Wilhelm
- Bastion Nr. 3 Ernst August
- Bastion Nr. 4 George Ludwig
- Bastion Nr. 5 August
- Bastion Nr. 6 Maximilian
- Bastion Nr. 7 Carl
- Bastion Nr. 8 Christian

Vor drei Stadttoren sicherten mit Wachthäusern und Kanonen ausgestattete Ravelins den Zugang zur Stadt über Zugbrücken. Dem Wassergraben folgte der als Glacis gestaltete niedrigere Außenwall, dem die Hamel vorgelagert war. Das schmale Gewässer, auch Festungshamel genannt, umzog ganz Hameln entlang des Außenwalls und mündete an zwei Stellen in die Weser. Heute zeigt der Verlauf der Hamel mit ihren spitzwinkligen Ecken die Standorte der früheren Befestigungen an. Mit den durch Bastionen gesicherten zwei Stauwehren an der Weser ließen sich der breite Wassergraben um Hameln und die Hamel auf etwa zwei Meter Wassertiefe aufstauen. Auf der als Werder ausgeprägten Weserinsel, über die auch die Brücke über die Weser verlief, befand sich eine Schanze. Die Brücke war auf dem anderen Weserufer durch einen Ravelin als befestigter Brückenkopf gesichert.

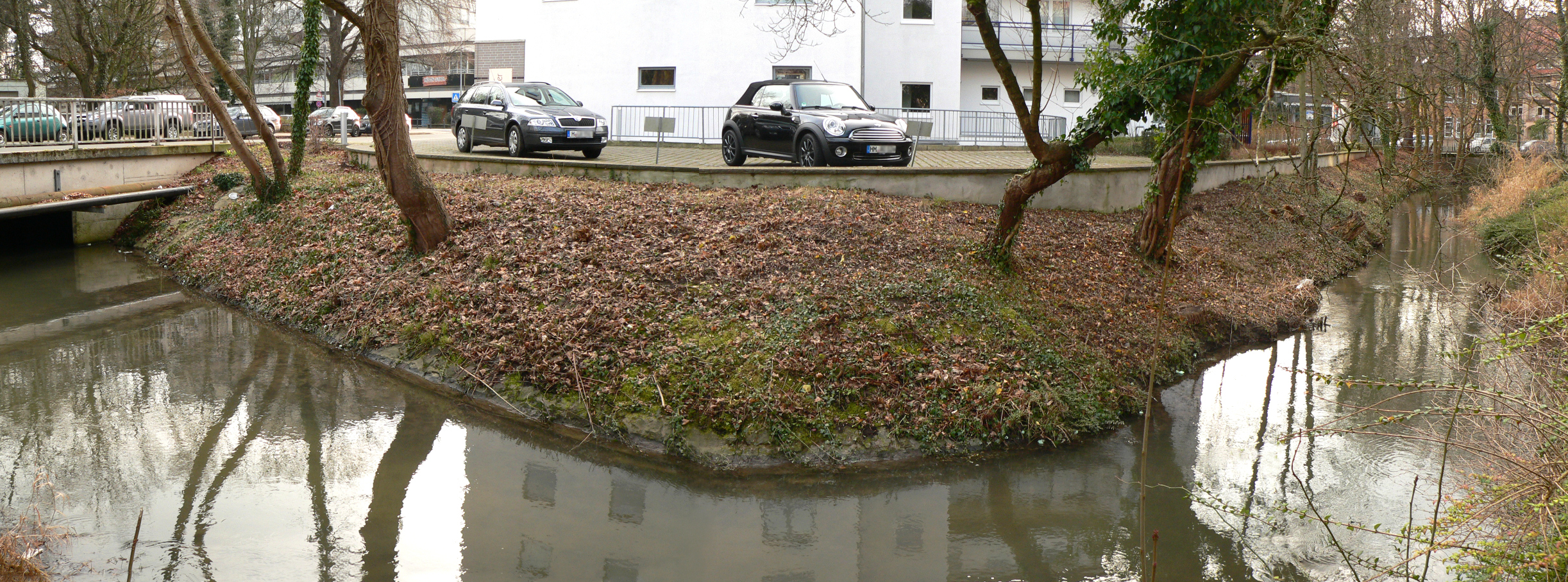
Die Hamel am spitzwinkligen Glacis des früheren Ravelin Eduard August

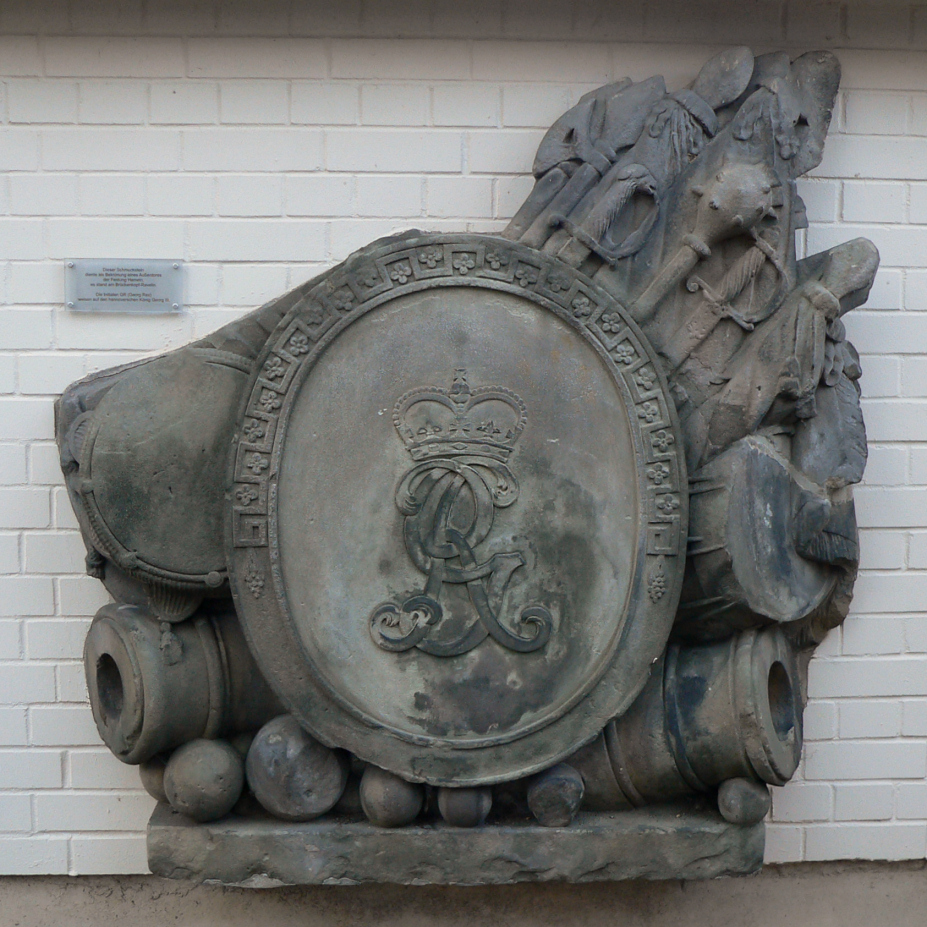
Torbekrönung des Außentores am Brückenkopf-Ravelin mit den Initialen G R für König Georg III. (Rex), aufgestellt im Museum Hameln

Eine erste Ausbaustufe mit neugeschaffenen Bastionen, Erdwällen, Kurtinen, Lünetten und Ravelins war 1670 vollendet. Danach entstanden in der Stadt zwei Kasernenbauten für die Soldaten der Festung und beschusssichere Kasematten. Neben mehreren kleineren Bauten nahmen die drei größten Kasematten jeweils bis zu 150 Mann auf und waren bis zu 100 Meter lang. Für den Belagerungsfall gab es eine kasemattierte Bäckerei, die täglich 1000 Brote backen konnte. Drei der mittelalterlichen Stadtmauertürme wurden anfangs zur Lagerung von Pulver benutzt, wovon sich der Name des noch heute bestehenden Pulverturms ableitet. Auf Wunsch von Stadt und Stift vom Jahr 1733 wurde das Pulver in den Festungsanlagen außerhalb der Stadt gelagert.
Bei Einrichtung der Landesfestung Ende des 17. Jahrhunderts wurden die Soldaten der Garnison, die die Stärke eines Bataillons hatte, zunächst in Bürgerquartieren untergebracht. Da die Einquartierungen eine Last für die Bürger waren und es auch zu Streitigkeiten kam, begann bald der Bau von Kasernen. Dies waren drei zweistöckige Fachwerkgebäude aus Holz, die Baracken genannt wurden. Dadurch war die Bevölkerung im Jahr 1701 weitgehend von der Unterbringung befreit, auch wenn 1761 noch 184 Bürger ein Quartier gaben. Weitere militärische Einrichtungen in der Stadt waren eine Pulvermühle, als Zeughäuser angemietete Privathäuser, ein Laboratorium für Feuerwerker, die Kriegskanzlei, die Hauptwache, die Kommandantur, die Garnisonkirche und der Garnisonfriedhof Hameln.
1758 entstand eine durch eine Redoute geschützte Überschwemmungsschleuse, die bei einer Belagerung das Wasser der Hamel anstauen und die Niederungen um die Stadt unter Wasser setzen sollte. Während des Siebenjährigen Kriegs erfolgten zur Verteidigung in drei Fällen künstliche Überschwemmungen. Bei der Belagerung von Hameln im Jahr 1806 war wegen der herrschenden Trockenheit eine Überschwemmung erfolglos, da die Kavallerie sie durchqueren konnte.

## Kommandanten
Der im 17. Jahrhundert entstandenen Landesfestung Hameln standen folgende Kommandanten vor, die ab dem Jahr 1700 zu Gouverneure ernannt wurden:
| - um 1664: Generalmajor von Öffener (* 1621, † 1693) - bis 1697 Andreas Baron von Dumont (* 1620, † 1697) - 1697–1703 Generalmajor de Saint Pol des Estangs - 1703–1714 Oberstleutnant Philipp von Schwaan - 1714–1719 Generalmajor Balthasar von Klinckowström - 1719–1728 Generalmajor Georg Heinrich Freiherr von Breidenbach - 1728–1742 General der Infanterie Georg Ernest von Melvill - 1742–1748 General der Infanterie von Wendt - 1748–1749 Carl Christian von Sommerfeldt | - 1749–1761 General der Kavallerie Ernst August Philipp von dem Bussche - 1763–1764 General von Hardenberg - 1764–1767 Generalleutnant Brunck - 1767–1780 Generalleutnant Georg August von Wangenheim - 1780–1781 Generalmajor von Stockhausen - 1781–1796 Generalmajor Georg Wilhelm von dem Bussche - 1796–1803 Generalleutnant von Trew - 1803–1805 General Gabriel Barbou des Courières - 1806 (März–November) Generalmajor Johann Friedrich Wilhelm von Schoeler |

## Gefangene
- Christian Krumbholtz (1662–1725), Hauptpastor in Hamburg, wegen Aufwiegelung zu lebenslanger Festungshaft verurteilt, von 1711 bis zu seinem Tod 1725 in der Festung Hameln

## Belagerungen und Übernahmen
| Datum                     | Verteidiger         | Angreifer                                  | Einzelheiten                                                               |
| ------------------------- | ------------------- | ------------------------------------------ | -------------------------------------------------------------------------- |
| 14. Juli 1625             | 600 Mann Bürgerwehr | Dänen                                      | Dreißigjähriger Krieg                                                      |
| 29. Juli – 2. August 1625 | 600 Mann Bürgerwehr | Ligisten unter Johann T’Serclaes von Tilly | Kapitulation, Dreißigjähriger Krieg                                        |
| 12. März – 3. Juli 1633   | 2000 Ligisten       | Schweden, Lüneburger, Hessen               | Kapitulation, Dreißigjähriger Krieg                                        |
| 26. – 27. Juli 1757       | 8000 Hannoveraner   | Franzosen                                  | Kapitulation nach der Schlacht bei Hastenbeck, Siebenjähriger Krieg        |
| 21. März 1758             | Franzosen           | Hannoveraner                               | Übergabe, da Stadt am 17. März von Franzosen geräumt, Siebenjähriger Krieg |
| 1801                      | Hannoveraner        | -                                          | Armee beurlaubt, Stadt nicht verteidigt                                    |
| Dezember 1805             | 4000 Franzosen      | Engländer und Russen                       | Blockade von Hameln                                                        |
| 30. März 1806             | Franzosen           | Preußen                                    | Stadt geräumt nach Staatsvertrag                                           |
| 7. – 21. November 1806    | 10.000 Preußen      | 6000 Franzosen                             | Kapitulation, Koalitionskriege                                             |

## Schleifung

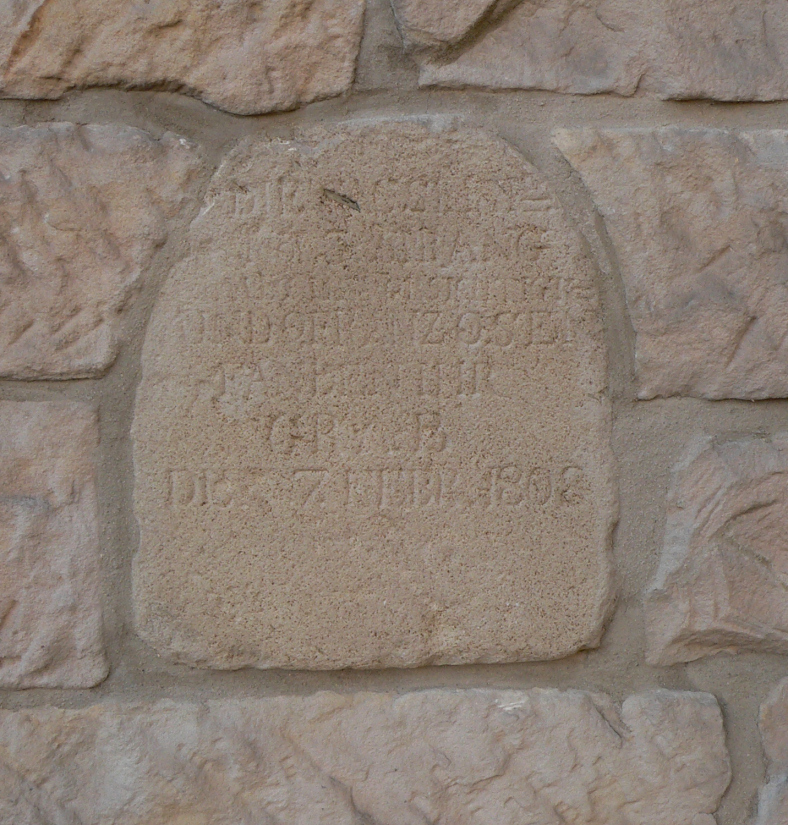
Gedenkstein für 9 französische Todesopfer durch eine Explosion am 7. Februar 1808 während der Schleifung

Im Vierten Koalitionskrieg zogen im November 1806 französische Truppen vor der Festung Hameln auf, in der sich zu diesem Zeitpunkt preußische Truppen in einer Stärke von rund 9000 Soldaten gesammelt hatten. Unter dem Eindruck der Niederlage in der Schlacht bei Jena und Auerstedt kapitulierten die preußischen Truppen in Hameln am 20. November 1806 unter General Le Coq nahezu kampflos, trotz der zahlenmäßig unterlegenen Franzosen des Generals Savary mit etwa 6000 Mann.  Hinzu kam ein Aufruhr unter den preußischen Soldaten, die betrunken, plündernd und schießend durch die Straßen der Stadt zogen, als sie erfuhren, dass die Offiziere freies Geleit erhalten und sie dagegen laut den Kapitulationsbedingungen in die Gefangenschaft nach Frankreich geführt werden sollten. Augenzeuge der Vorfälle war der Gelehrte Adelbert von Chamisso, der Offizier in der Festung gewesen war und als Gefangener auf Ehrenwort entlassen wurde. Die Kapitulation wurde in der Wehrberger Warte, einer ehemaligen Warte der Hamelner Landwehr, unterzeichnet. Das Abkommen unterzeichneten der französische General Savary und der 76-jährige preußische Offizier von Schoeler, der dafür zu lebenslanger Festungshaft verurteilt wurde.
1808 wurde die Festung Hameln einschließlich der Befestigungsanlagen auf dem Klüt aufgrund eines Dekrets durch Napoleon geschleift. Dabei wurde das obertägige Steinmaterial durch rund 1000 Arbeiter, andere Quellen sprechen von bis zu 4000 Arbeitern, unter Einsatz von 26.000 Pferden und über 6000 Wagen vollständig abgetragen. Für die erkrankten Arbeiter wurde ein Krankenhaus eingerichtet. Trotzdem war mit 50 verstorbenen Arbeitern die Sterblichkeit erheblich. Bei der Entschärfung einer Mine in einer Kasematte explodierte im Februar 1808 die Sprengladung und tötete neun französische Soldaten. Die Schleifung dauerte ein halbes Jahr an und kostete fast 2 Millionen Franc. 1812 schenkte König Jerome namens des Königreichs Westphalen der Stadt Hameln das einst enteignete und nun frei gewordene Festungsgelände zur Nachnutzung. Darum entstand bis zum Vergleich 1850 ein langwieriger Rechtsstreit mit dem hannoverschen Kriegsministerium, das die Schenkung während der französischen Besatzungszeit nicht anerkannte. Anschließend veräußerte die Stadt die Grundstücke an Privatleute oder errichtete auf ihnen Straßen.

## Bodenreste

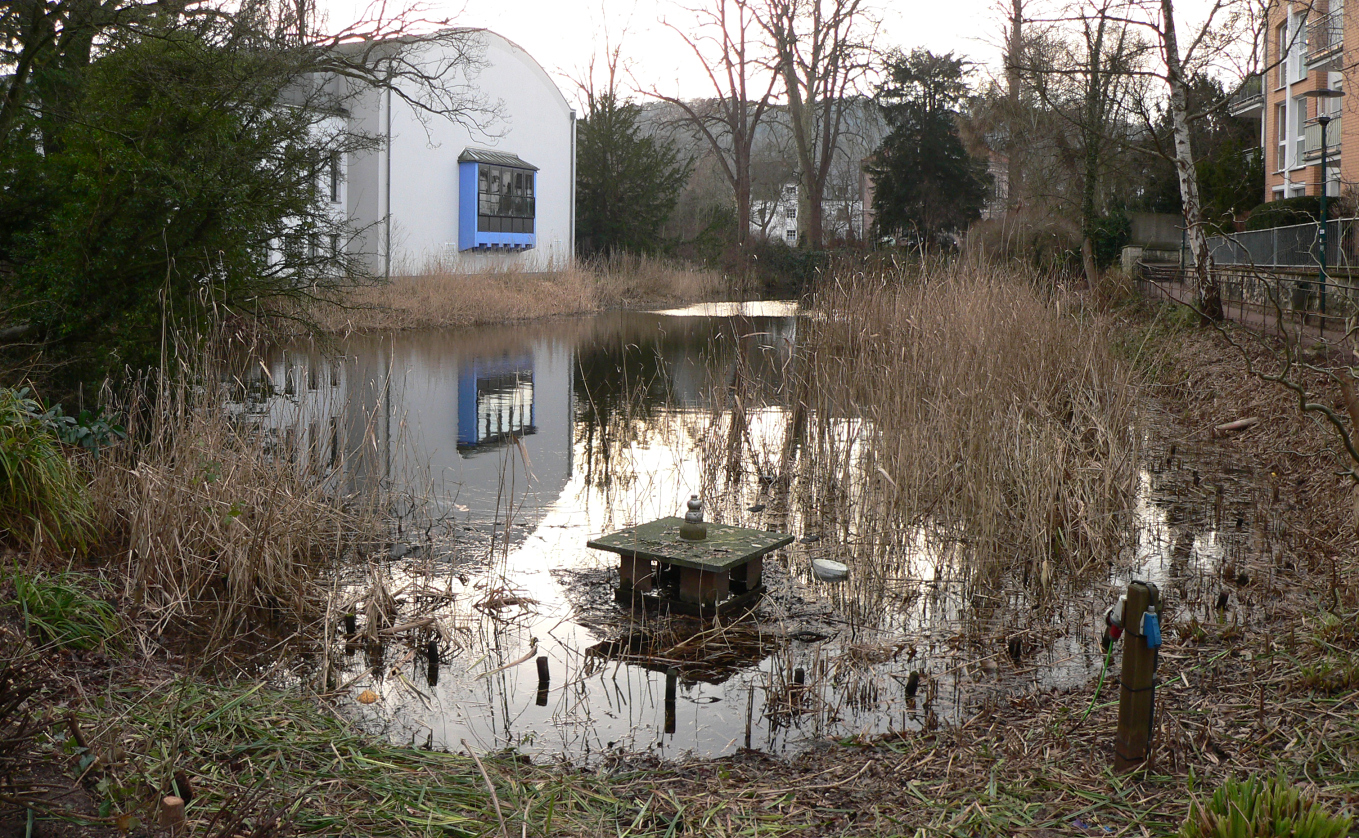
Lüdersteich als letzter Rest des breiten Festungsgrabens

Im Zuge von Bau- und Straßenbaumaßnahmen sowie Ausgrabungen in der Innenstadt von Hameln stieß man des Öfteren auf Reste von Festungsbauten. 1943 wurde ein Souterrain der Festung mit einem ein Meter mächtigen Tonnengewölbe bei Grabungen entdeckt. 1973 wurde bei Straßenarbeiten eine unterirdische Poterne der Festung freigelegt. Bei der Anlage eines unterirdischen Tresorraums für ein Bankinstitut im Gebäude der früheren Garnisonkirche stieß man 1988 auf eine mit Ziegelsteinen gemauerte Grabkammer mit Knochenresten. 2001 wurde ein vier Meter hoher und zwei Meter breiter, tonnengewölbter Gang festgestellt, der seinen Anfang in einem Keller des Redenhofes hatte. Im Zweiten Weltkrieg wurde das Gewölbe aus einer meterdicken Bruchsteinschicht als Luftschutzkeller genutzt. Verschiedentlich fanden sich bei Hausbauten im Boden Mauerreste der Festungsanlage. Der einzige Rest des breiten Festungsgrabens ist ein Teich, der nach dem früheren Grundstücksbesitzer den Namen Lüdersteich trägt. Der Kaufmann Carl Ludwig Lüder war 1856 einer der ersten Bürger, der auf dem frei gewordenen Festungsgelände ein Grundstück erwarb.